# Copa Brasil de Voleibol Masculino de 2015
A Copa Brasil de Voleibol Masculino de 2015 foi a terceira edição desta competição organizada pela Confederação Brasileira de Voleibol através da Unidade de Competições Nacionais. Participaram do torneio dez equipes provenientes de quatro estados brasileiros: São Paulo, Minas Gerais, Rio Grande do Sul e Paraná. A fase final do torneio foi realizada no Ginásio do Taquaral, em Campinas, São Paulo.
A FUNVIC Taubaté foi campeão do torneio pela primeira vez vencendo o BVC Campinas na grande final.

## Regulamento
Classificaram-se para a disputa da Copa Brasil de 2015 o BVC Campinas, como representante da sede, e as nove melhores equipes do primeiro turno da fase classificatória da Superliga Série A 2014/2015 (excetuando-se a equipe campineira). O torneio está sendo disputado em sistema de eliminatória simples, em jogos únicos, dividido em quatro fases: classificatória, quartas-de-final, semifinais e final.
Na fase classificatória, as equipes que ficaram entre a quinta e a décima colocação farão um cruzamento olímpico: (A) 5º x 10º, (B) 6º x 9º e (C) 7º x 8º. As equipes vencedoras dessas partidas passam às quartas-de-final, cujos cruzamentos serão: (1) 1º x vencedor de C, (2) 2º x vencedor de B e (3) 4º x vencedor de A.
Os três times vitoriosos passam às semifinais unindo-se ao BVC Campinas, nas quais o anfitrião enfrenta o vencedor do jogo 3 das quartas-de-final e as equipes vitoriosas dos jogos 1 e 2 confrontam-se na outra partida. Os jogos da fase classificatória e quartas-de-final serão jogados com mando dos melhores clubes após o primeiro turno da Superliga 14/15. Já as semifinais e a final serão realizadas no Ginásio do Taquaral, Campinas (SP).
Caso o Campeonato Sul-Americano de Clubes 2015 não seja realizado no Brasil, a equipe campeã da Copa Brasil terá direito de participar da competição continental.

## Equipes participantes
Dez equipes disputaram o título da Copa Brasil 2015. São elas:
| Equipe Nome fantasia                     | Ginásio Cidade                    | Capacidade | Última participação | Primeiro turno 2014/2015 |
| ---------------------------------------- | --------------------------------- | ---------- | ------------------- | ------------------------ |
| ASE Sada Cruzeiro Sada Cruzeiro Vôlei    | Riacho Contagem                   | 2 000      | Maringá 2014        | 1º                       |
| FUNVIC Taubaté Taubaté/Funvic            | Abaeté Taubaté                    | 3 000      | Estreante           | 2º                       |
| BVC Campinas Vôlei Brasil Kirin          | Taquaral Campinas                 | 2 600      | Maringá 2014        | 3º                       |
| Minas TC Minas Tênis Clube               | Arena JK Belo Horizonte           | 3 650      | Maringá 2014        | 4º                       |
| Sesi-SP                                  | Sesi Vila Leopoldina São Paulo    | 800        | Maringá 2014        | 5º                       |
| VBCE Maringá Ziober Maringá Vôlei        | Chico Neto Maringá                | 4 538      | Maringá 2014        | 6º                       |
| Montes Claros TC Montes Claros Vôlei     | Tancredo Neves Montes Claros      | 5 000      | Estreante           | 7º                       |
| UFJF                                     | UFJF Juiz de Fora                 | 1 000      | Estreante           | 8º                       |
| AMPMP Voleisul Voleisul/Paquetá Esportes | Sociedade Ginástica Novo Hamburgo | 2 300      | Estreante           | 9º                       |
| APAV Canoas Vôlei Canoas                 | La Salle Canoas                   | 1 200      | Maringá 2014        | 10º                      |

## Resultados
|  | Classificatória | Classificatória  | Classificatória |  |  | Quartas-de-finais | Quartas-de-finais | Quartas-de-finais |  |  | Semifinais | Semifinais        | Semifinais |  |  | Final | Final          | Final |
|  |                 |                  |                 |  |  |                   |                   |                   |  |  |            |                   |            |  |  |       |                |       |
|  |                 |                  |                 |  |  | 1º                | ASE Sada Cruzeiro | 3                 |  |  |            |                   |            |  |  |       |                |       |
|  | 7º              | Montes Claros TC | 2               |  |  | 8º                | UFJF              | 2                 |  |  |            |                   |            |  |  |       |                |       |
|  | 8º              | UFJF             | 3               |  |  |                   |                   |                   |  |  | 1º         | ASE Sada Cruzeiro | 1          |  |  |       |                |       |
|  |                 |                  |                 |  |  |                   |                   |                   |  |  | 2º         | FUNVIC Taubaté    | 3          |  |  |       |                |       |
|  |                 |                  |                 |  |  | 2º                | FUNVIC Taubaté    | 3                 |  |  |            |                   |            |  |  | 1º    | FUNVIC Taubaté | 3     |
|  | 6º              | VBCE Maringá     | 3               |  |  | 6º                | VBCE Maringá      | 0                 |  |  |            |                   |            |  |  | 2º    | BVC Campinas   | 0     |
|  | 9º              | AMPMP Voleisul   | 1               |  |  |                   |                   |                   |  |  | 3º         | BVC Campinas      | 3          |  |  |       |                |       |
|  |                 |                  |                 |  |  |                   |                   |                   |  |  | 4º         | Minas TC          | 1          |  |  |       |                |       |
|  |                 |                  |                 |  |  | 4º                | Minas TC          | 3                 |  |  |            |                   |            |  |  |       |                |       |
|  | 5º              | Sesi-SP          | 1               |  |  | 10º               | APAV Canoas       | 1                 |  |  |            |                   |            |  |  |       |                |       |
|  | 10º             | APAV Canoas      | 3               |  |  |                   |                   |                   |  |  |            |                   |            |  |  |       |                |       |

## Classificação final
| Posição | Equipe            |
| ------- | ----------------- |
|         | FUNVIC Taubaté    |
|         | BVC Campinas      |
|         | Minas TC          |
| 4º      | ASE Sada Cruzeiro |
| 5º      | APAV Canoas       |
| 6º      | UFJF              |
| 7º      | VBCE Maringá      |
| 8º      | Montes Claros TC  |
| 9º      | Sesi-SP           |
| 10º     | AMPMP Voleisul    |

| Copa Brasil de Voleibol Masculino       |
| São Paulo                               |
| --------------------------------------- |
| FUNVIC Taubaté Campeã (Primeiro título) |